# Novozámecké louky
Novozámecké louky byla přírodní rezervace ev. č. 1780 poblíž obce Mladeč v okrese Olomouc.
Předmět ochrany představovaly aluviální louky v nivě Moravy s významnými společenstvy a vzácnými druhy.
Přírodní rezervace Novozámecké louky byla zrušena k 1. červnu 2010, kdy došlo k jejímu sloučení se sousední přírodní rezervací Templ v novou přírodní památku Pod Templem.

## Fotogalerie

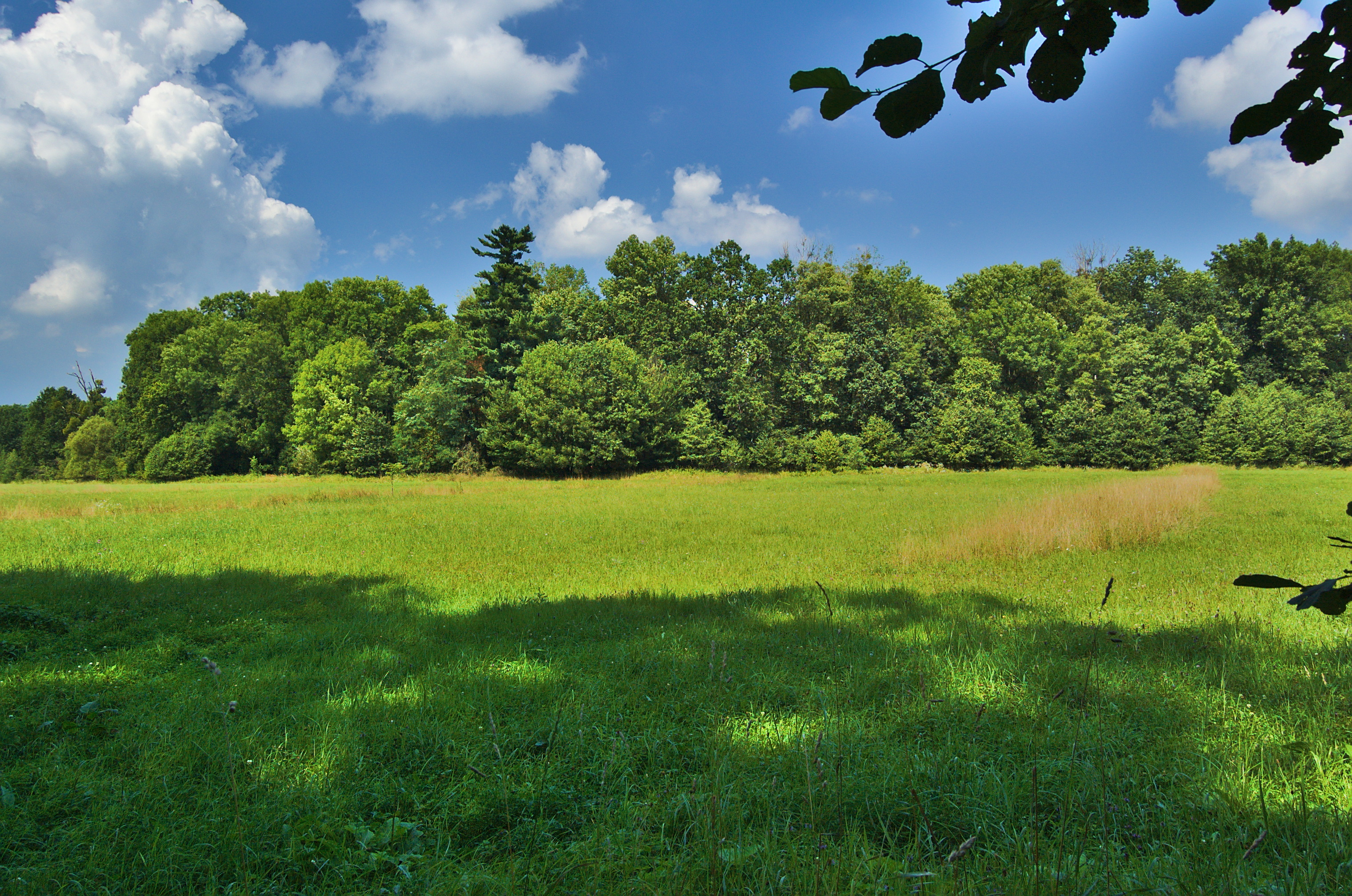
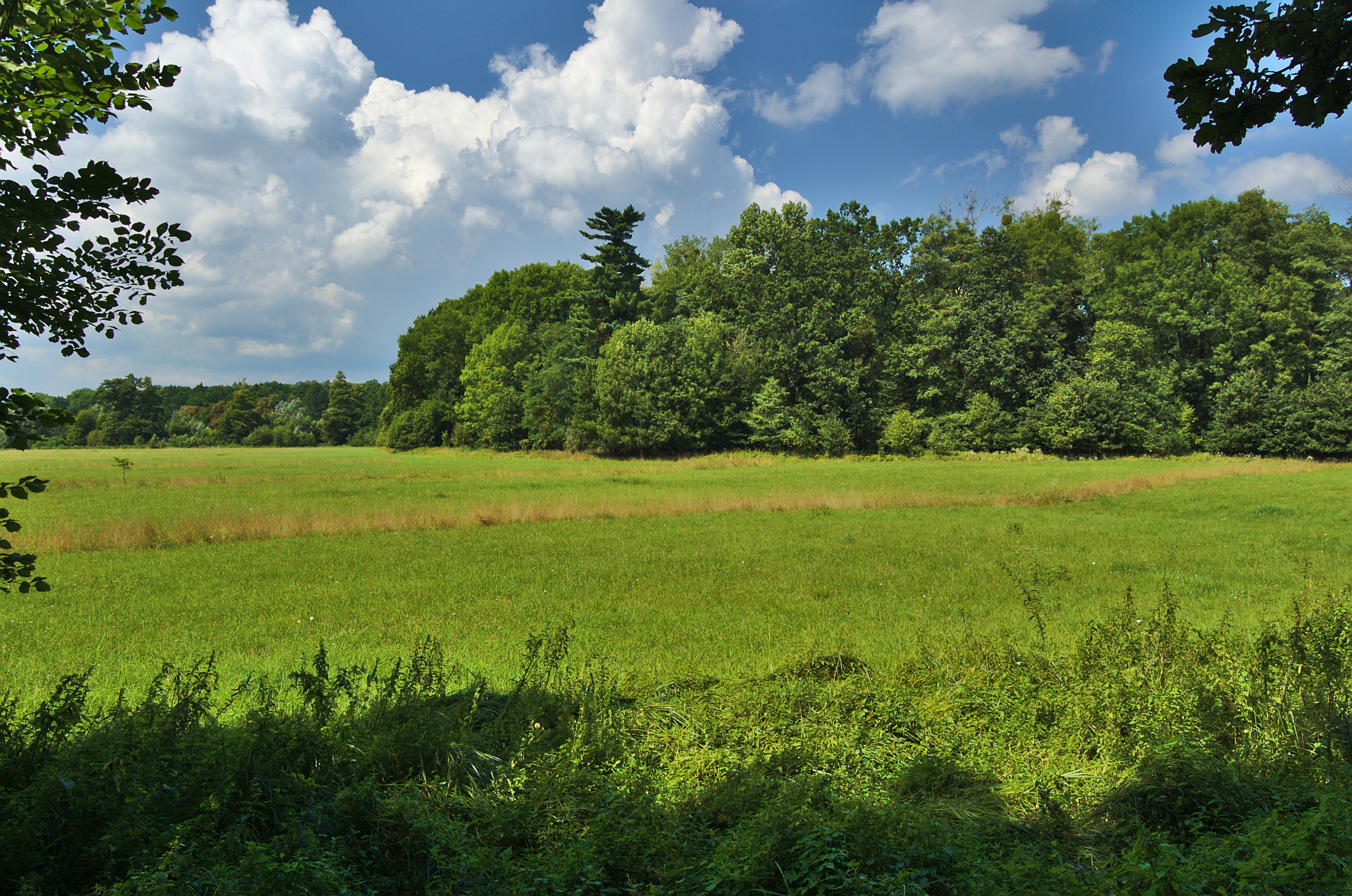